# Mercat cobert de Palafrugell
El mercat cobert de Palafrugell és un edifici de Palafrugell obra de l'arquitecte Martí Sureda i Deulovol. Està inclòs en l'Inventari del Patrimoni Arquitectònic de Catalunya del municipi de Palafrugell (Baix Empordà).

## Descripció
És un edifici civil de plaça de mercat coberta. L'edificació és de planta rectangular de 476 m². El teulat és de tipus basilical sobre grans pilars d'obra, únics elements divisoris a l'interior.
A la façana principal hi ha una gran entrada amb reixa de forja, precedida d'escala de pedra; frontispici coronat amb frontó en el qual, en relleus de pedra, hi ha un gran escut de la vila entre corns de l'abundància. A les façanes laterals i a la part frontal, projectats com espais oberts, hi ha uns panys entre pilastres, ja inicialment meitat amb obra i meitat amb fusteria; tenen mènsules decoratives de ferro forjat. La restant ornamentació és a base de simples ressalts, motlluratge i mènsules d'obra. Els murs són remolinats amb imitació de carreus o rajols segons als sectors i diferents acoloriments. La construcció és de pedres i morter; socolada de pedra a la façana principal; el paviment és de rajola quadrada.

## Història
L'edifici del mercat es construí al solar del primitiu cementiri parroquial que havia estat desafectat el 1842, entre l'absis de l'església i un tram del carrer dels Valls, actualment carrer de Pi i Margall. El projecte del mercat és de l'any 1895 però no es construiria fins al 1901, essent batlle constitucional Joan Vergés i Barris, industrial suro-taper i poeta local.
L'ajornament degué ser originat per les protestes dels botiguers del carrer de Cavallers, on se celebrava el mercat a l'aire lliure, que defensaven interessos particulars, la qual cosa queda reflectida en els tres impugnacions presentades en posar-se a exposició pública el projecte el desembre del 1899.
El constructor fou Ceferí Carré, mestre d'obres de Figueres. Consta que l'edifici era acabat pel maig del 1901 quan hi passà visita d'inspecció l'arquitecte provincial Manuel Almeda i es liquidà el contracte. Els cost total fou de 25.553,71 pessetes.
Quan a Palafrugell es bastí aquest edifici moltes altres poblacions importants del país, com Sabadell i Girona no posseïen encara plaça de mercat coberta.
L'edifici ha estat restaurat l'any 1981, amb una senzilla i adequada actuació dirigida per l'aleshores arquitecte municipal de Palafrugell J.M. Martínez i Tomàs. Només cal lamentar la desaparició de l'any 1901 que figurava, esgrafiat, sota l'escut en relleu que corona la façana.